# ألوجليبتين
ألوجليبتين Alogliptin هو دواء فموي مضاد للسكري من صنف مثبطات DDP-4
1. ↑   https://www.trc-canada.com/prod-img/MSDS/A575440MSDS.pdf. {{استشهاد ويب}}: |url= بحاجة لعنوان (مساعدة) والوسيط |title= غير موجود أو فارغ (من ويكي بيانات) (مساعدة)